# Nguyễn Ngọc Trường Sơn
Nguyễn Ngọc Trường Sơn (ur. 23 lutego 1990 w Rạch Giá) – wietnamski szachista, arcymistrz od 2005 roku.

## Kariera szachowa
Jest jednym z najbardziej uzdolnionych wietnamskich szachistów, zasady gry poznał w wieku 3 lat, natomiast arcymistrzem został mając lat 14 (stając się najmłodszym Wietnamczykiem, któremu Międzynarodowa Federacja Szachowa przyznała ten tytuł).
Na swoim koncie posiada wiele sukcesów, m.in.:
- 1999 – brązowy medal w mistrzostwach Azji juniorów do lat 10,
- 2000 – złoty medal w mistrzostwach Azji juniorów do lat 10,
- 2001 – złoty medal w mistrzostwach Azji juniorów do lat 12,
- 2002 – I m. w turnieju First Saturday (IM B) w Budapeszcie,
- 2003 – I m. w turnieju First Saturday (GM),
- 2004 – tytuł "sportowca roku" w Wietnamie, I m. w turnieju Novotel w Budapeszcie, I m. w turnieju First Saturday (GM),
- 2005 – I m. w Tagaytay, I m. w Budapeszcie (turniej Spring Festival Open),
- 2006 – złoty medal w mistrzostwach Azji juniorów w New Delhi, brązowy medal w mistrzostwach świata juniorów do lat 16 w Batumi,
- 2007 – I m. w Budapeszcie (turniej First Saturday GM 09),
- 2008 – srebrny medal w mistrzostwach świata juniorów do lat 18 w Vũng Tàu,
- 2010 – dz. I m. w Biel (wspólnie z Fabiano Caruaną i Maximem Vachierem-Lagrave),
- 2011 – brązowy medal indywidualnych mistrzostw Azji w Meszhedzie.
- 2015 – II m. w Baku (turniej strefowy, za Lê Quang Liêmem)[1].

Wielokrotnie reprezentował Wietnam w turniejach drużynowych, m.in.:
- pięciokrotnie na olimpiadach szachowych (w latach 2006, 2008, 2010, 2012, 2014); medalista: indywidualnie – złoty (2014 – na II szachownicy)[2],
- pięciokrotnie na drużynowych mistrzostwach Azji (w latach 2005, 2008, 2009, 2012, 2014); dziesięciokrotny medalista: wspólnie z drużyną – dwukrotnie srebrny (2005, 2009) i trzykrotnie brązowy (2008, 2012, 2014) oraz indywidualnie – dwukrotnie złoty (2008 – na I szachownicy, 2014 – na II szachownicy), srebrny (2009 – na II szachownicy) i dwukrotnie brązowy (2005 – na III szachownicy, 2012 – na II szachownicy)[3],
- na igrzyskach azjatyckich (w roku 2010)[4],
- na halowych igrzyskach azjatyckich (w roku 2007); medalista: wspólnie z drużyną – brązowy (2007)[5],
- na olimpiadzie szachowej juniorów do 16 lat (w roku 2002); medalista: indywidualnie – złoty (2002 – na III szachownicy)[6].

Najwyższy ranking w dotychczasowej karierze osiągnął 1 listopada 2011 r., z wynikiem 2662 punktów zajmował wówczas 83. miejsce na światowej liście FIDE, jednocześnie zajmując 2. miejsce (za Lê Quang Liêmem) wśród wietnamskich szachistów.